# 北方站 (佐賀縣)
北方站（日语：／ Kitagata eki */?）是位於佐賀縣武雄市北方町，屬於九州旅客鐵道（JR九州）的佐世保線車站。

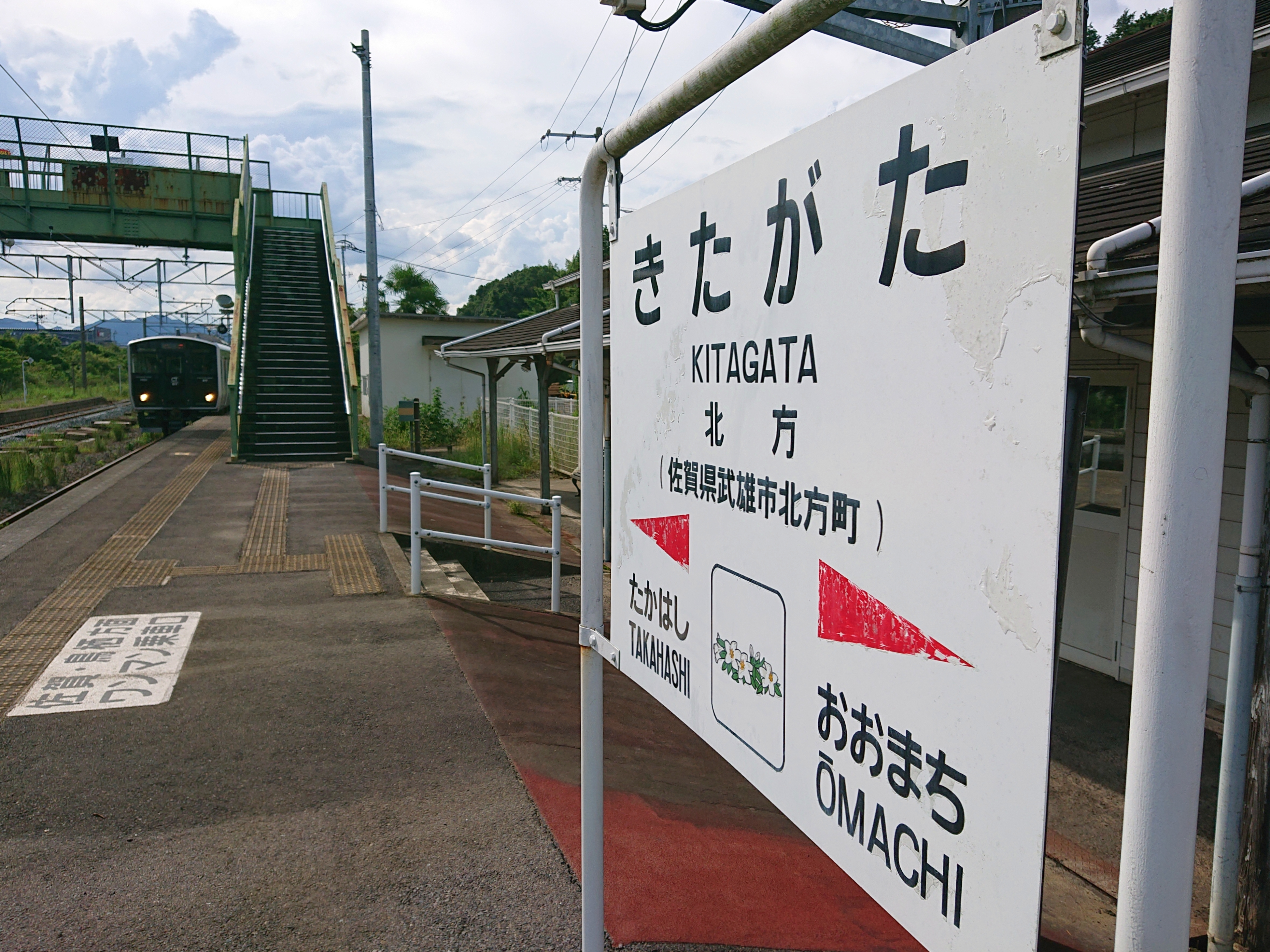
站牌與月台(2019年9月)

## 車站構造
本站是地面車站，設有1面1線的單式月台和1面2線的島式月台，共計2面3線的月台。各月台之間設有跨線橋連接。此站的月台為了可讓817系電動列車使用，因此將月台其中2卡車廂的高度提高，使上落車廂時沒有梯級差。
站內曾設有大和運輸北方營業所，當時此站是簡易委託車站。自2006年3月31日起暫停營業後，本站變為無人車站。現時站內設有武雄市「市民活動支援中心」（開放時間9:00 - 21:00，逢星期三休館）。2007年10月1日，本站再次變為簡易委託車站，並在2009年2月1日再次變為無人車站。
此站只有普通列車停靠。2011年3月12日時間表修正起後，特急「綠」會在此站進行列車交會。

## 歷史
- 1895年5月5日：九州鐵道（第一代）佐賀站至山口站（現時為江北站）開通，此站啟用。
- 1907年7月1日：九州鐵道（第一代）被國有化，成為帝國鐵道廳車站[1][2]。
- 1987年4月1日：伴隨國鐵分割民營化，車站由九州旅客鐵道（JR九州）營運[3]。
- 2022年2月27日：大町～本站～高橋複線化[4]。
- 2024年度：開始支援SUGOCA付款，並加設對應IC卡出、入閘的讀寫器[5]。

## 使用狀況
在2011年度，1日平均乘車人次為119人，2017年度至2019年度起，本站使用人數未達至全九州首300位，所以不再公佈確實數字，但由於每日平均乘車人數仍超過100人，固此仍可記錄於JR九州的每年排行榜名的附表內標示。但自2020年度起，每日平均乘車人數跌破至100人以下，最終連上名的機會也沒有。
| 乘車人次變化 | 乘車人次變化     |
| 年度         | 1日平均人次      |
| ------------ | ---------------- |
| 2000         | 153              |
| 2001         | 141              |
| 2002         | 128              |
| 2003         | 115              |
| 2004         | 107              |
| 2005         | 107              |
| 2006         | 103              |
| 2007         | 106              |
| 2008         | 111              |
| 2009         | 105              |
| 2010         | 105              |
| 2011         | 119              |
|              |                  |
| 2015         | 100              |
| 2016         |                  |
| 2017         | 少於314，多於100 |
| 2018         | 少於308，多於100 |
| 2019         | 少於303，多於100 |
| 2020年度起   | <100             |

## 相鄰車站
九州旅客鐵道（JR九州）
■佐世保線
大町－北方－高橋

## 外部連結
- JR九州北方站（日語）